# All Summer Long
All Summer Long es el sexto álbum de estudio de The Beach Boys y su segundo de 1964, alzando el puesto cuatro en Estados Unidos, permaneciendo en lista durante 49 semanas. Grabado después de la invasión británica encabezada por The Beatles, el álbum marcó un punto decisivo en la carrera de The Beach Boys, cuando Brian Wilson despidió a su padre Murry de la producción de The Beach Boys.
El álbum llegó al cuarto puesto en Estados Unidos, y fue certificado disco de oro. uno de los sencillo del álbum, "I Get Around" se editó en mayo y fue su primer número uno en Estados Unidos, además de ser su primer top 10 en el Reino Unido, alcanzando el punto máximo en el puesto número siete.
Algunas canciones de este álbum aparecen en el EP Four by The Beach Boys.

## Historia
"Drive-In" se grabó poco después del lanzamiento de Little Deuce Coupe en octubre de 1963. A partir de febrero de 1964. A comienzos de febrero de 1964 Wilson empezó un período riguroso de composición de canciones, que dio frutos con canciones como "I Get Around", "All Summer Long", "Wendy" y "Girls on the Beach". The Beach Boys doblaron su voz sobre las pistas instrumentales realizadas por músicos de sesión, todo producido por Brian Wilson de veintiún años de edad.
Ese abril, durante las sesiones de grabación de "I Get Around" y "Little Honda", Brian relevó a su padre Murry Wilson de sus deberes gerenciales después de tres años. Un intento de reconciliación por parte de Murry, gran parte de ella capturaron en las cintas de las sesiones de grabación de 1965 de "Help Me Rhonda", cimentado la ruptura. En una entrevista con Hit Parader, Brian recordó más tarde, "Nos encanta lo familiar, ya sabes: tres hermanos, un primo y un amigo es una manera realmente hermosa de tener un grupo, pero la generación extra puede convertirse en un obstáculo".
All Summer Long iba a ser el último álbum de The Beach Boys, que se deleitaba con la cultura de playa de California. Sólo una canción hace referencia explícita al surf: "Don't Back Down"; mientras que "Little Honda" es la única canción de temática hot rod.
"I Get Around" fue editada en sencillo antes del lanzamiento del álbum y se convirtió en su primer n.º 1 en Estados Unidos. También se editó en el Reino Unido alcanzando el puesto n.º 7, un gran avance para The Beach Boys, ya que por muchos meses en las listas británicas solo había bandas locales. Fue empujado efusivamente por Mick Jagger en la televisión británica Juke Box Jury, personalmente distribuyó copias del sencillo a las estaciones de radio piratas en alta mar. Fue n.º 1 en Canadá y Nueva Zelanda. El álbum fue lanzado en julio, alcanzando su punto máximo en el puesto n.º 4 en los Estados Unidos, y siendo certificado disco de oro.
Pero había un cambio principal de la estructura interna de The Beach Boys durante la producción de All Summer Long, después de dos años dominantes en que Murry estuvo a cargo de la producción, la banda había alcanzado el límite. Durante una sesión vocal para "I Get Around" en abril Brian despidió a su padre Murry, quién estuvo en cama varias semanas por depresión.

## The Girls on the Beach
The Beach Boys fueron filmados para una película titulada The Girls on the Beach de 1965, en donde tocaron "Girls on the Beach", "Lonely Sea" y "Little Honda". Fue filmado en abril de 1964, un mes antes de terminar All Summer Long.

## Portada
La portada fue acreditada a Kenneth Veeder y George Jerman (que había tomado las fotografías para las portadas de álbumes anteriores), pero aún no está claro en cuanto a quién tomó las imágenes en color de la tapa del álbum, o las tomas en blanco y negro en la contratapa. La localización para el rodaje fue una vez más el Paradise Cove, al norte de Malibu, el mismo lugar utilizado para la carátula de Surfin' Safari. Aunque parece que los cinco miembros de la banda estuvieron presentes en la sesión, solo Love y los hermanos Wilson fueron fotografiados en la arena (junto con las dos actrices, ya que no se trataban de sus parejas reales); Jardine no pudo participar en la sesión debido a una enfermedad, y sus imágenes se agregaron más tarde.
En primeras impresiones del sobre, la canción "Don't Back Down" fue mal escrita como "Don't Break Down". Esta versión tiene los títulos de las canciones impresos en la misma tinta de color mostaza como el título del álbum. Las impresiones posteriores con el error corregido tienen los títulos de las canciones impresas en negro.

## Lista de canciones
Todas las canciones escritas y compuestas por Brian Wilson y Mike Love, excepto donde está indicado. 
| Lado A |                                                  |                          |          |  |
| N.º    | Título                                           | Vocalista principal      | Duración |  |
| 1.     | «I Get Around»                                   | Brian Wilson y Mike Love | 2:12     |  |
| 2.     | «All Summer Long»                                | Mike Love                | 2:06     |  |
| 3.     | «Hushabye» (Doc Pomus y Mort Shuman)             | Brian Wilson y Mike Love | 2:40     |  |
| 4.     | «Little Honda»                                   | Mike Love                | 1:52     |  |
| 5.     | «We'll Run Away» (Brian Wilson y Gary Usher)     | Brian Wilson             | 2:00     |  |
| 6.     | «Carl's Big Chance» (Brian Wilson y Carl Wilson) | Instrumental             | 2:25     |  |

| Lado B | |                                                                |          |  |
| N.º    | Título                                                                                               | Vocalista principal                                            | Duración |  |
| 1.     | «Wendy»                                                                                              | Mike Love                                                      | 2:16     |  |
| 2.     | «Do You Remember?»                                                                                   | Brian Wilson y Mike Love                                       | 1:37     |  |
| 3.     | «Girls on the Beach» (Brian Wilson)                                                                  | Brian Wilson y Dennis Wilson                                   | 2:24     |  |
| 4.     | «Drive-In»                                                                                           | Mike Love                                                      | 1:51     |  |
| 5.     | «Our Favorite Recording Sessions» (Brian Wilson, Dennis Wilson, Carl Wilson, Mike Love y Al Jardine) | Todos los miembros junto a Chuck Britz, ingeniero de grabación | 1:59     |  |
| 6.     | «Don't Back Down»                                                                                    | Mike Love y Brian Wilson                                       | 1:44     |  |

## Personal
| The Beach Boys - Al Jardine – armonías; bajo - Mike Love – voz principal, armonías y coros; palmas - Brian Wilson – voz principal, armonías y coros; piano, órgano, teclado, baldwin clavecín; marimba - Carl Wilson – armonías y coros; guitarra principal - Dennis Wilson – voz principal, armonías y coros; batería | Músicos de sesión y personal de producción - Hal Blaine – timbales - Chuck Britz – ingeniero de sonido - Steve Douglas – saxo tenor - Jay Migliori – saxo barítono - Ray Pohlman – bajo |